# Juhani Rinne

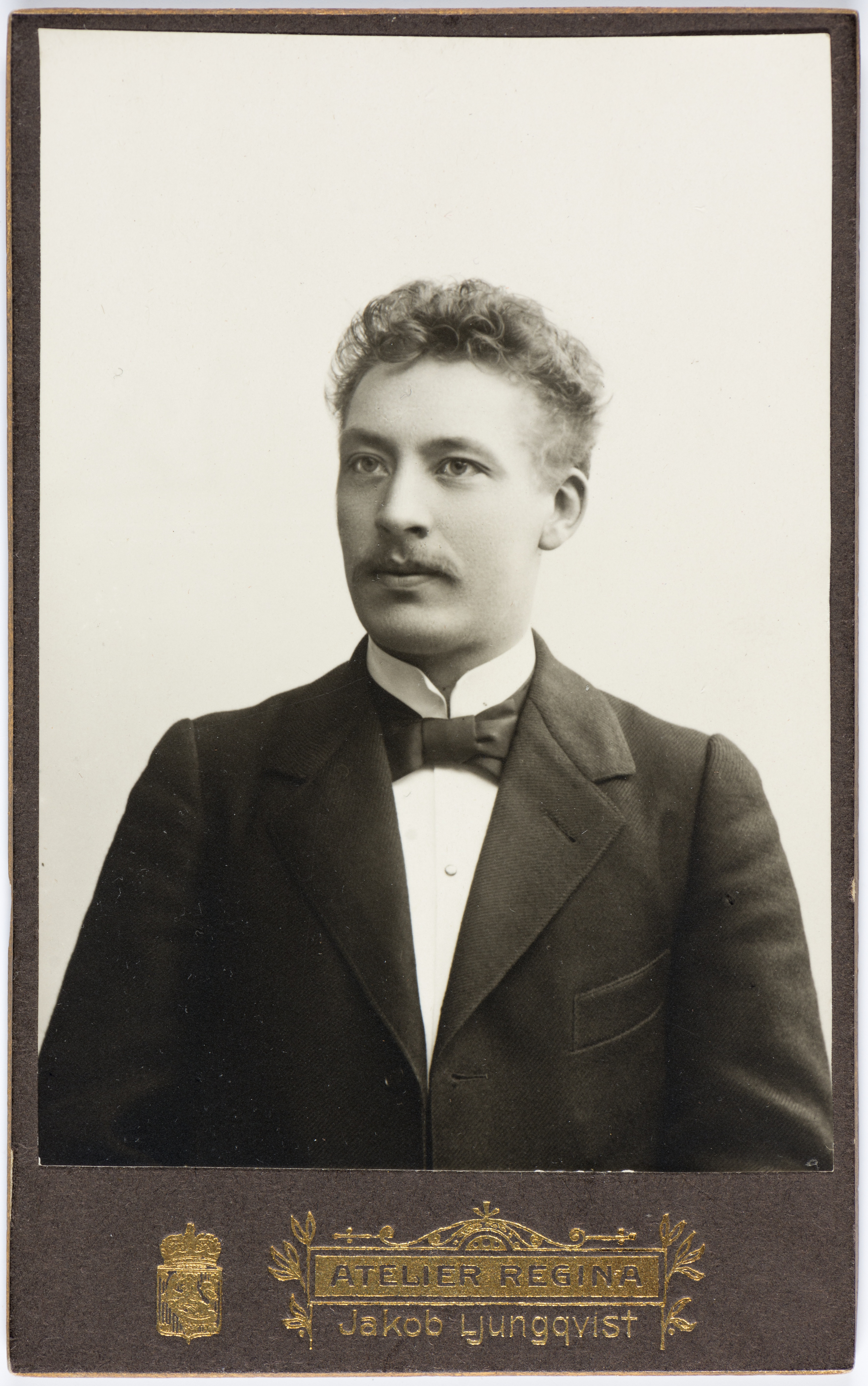
Juhani Rinne i början av 1900-talet.

Juhani Gustav Rinne, född den 2 december 1872 i Pikis, död den 11 augusti 1950 i Helsingfors, finsk arkeolog, statsarkeolog 1929–1935.
Rinne, vars forskning huvudsakligen var inriktad på Finlands medeltida slott och byggnadshistoria, ledde restaurationen av Åbo domkyrka. 
1914 framlade Rinne sin doktorsavhandling, om Vanhalinna i Lundo och Haga fornborg i Janakkala. På 1920-talet undersökte Rinne Åbo domkyrka, ett arbete som Iikka Kronqvist fortsatte under det följande decenniet. Arkeologins intresse för medeltiden avtog starkt efter andra världskriget, och undersökningar av kyrkor och borgar handhas sedan i flera decennier huvudsakligen av konsthistoriker.